# Vegetació d'Europa

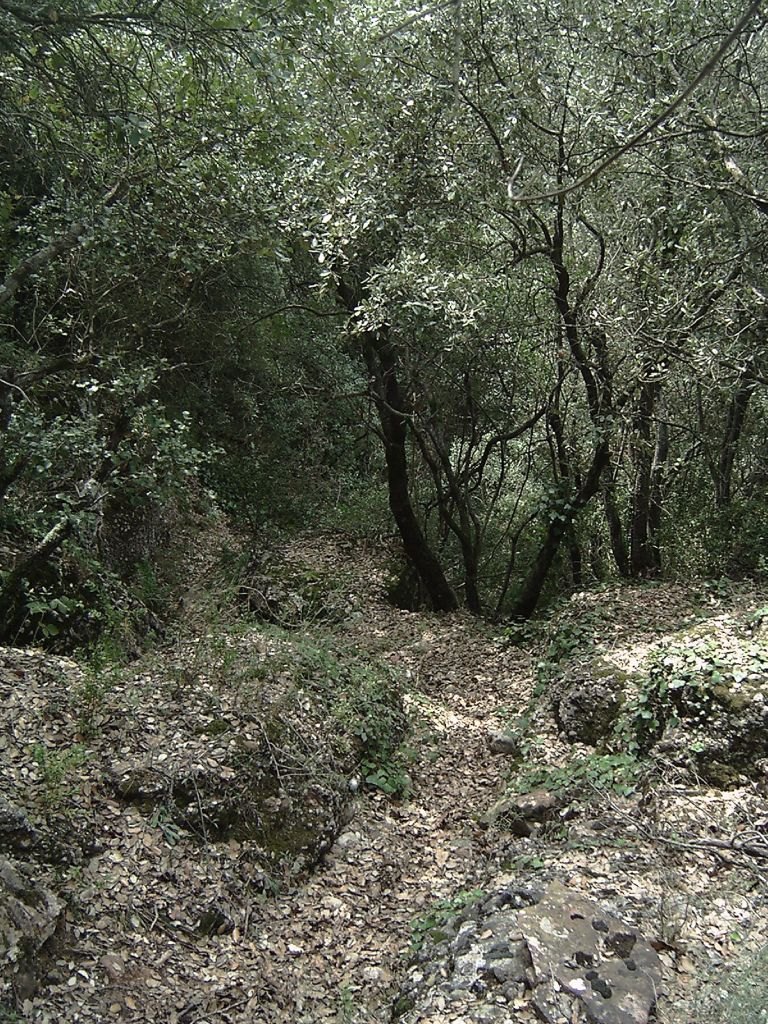
Alzinar al Parc Natural de Sant Llorenç del Munt i l'Obac.

La zona de vegetació més gran d'Europa, que divideix la meitat del continent des de l'Atlàntic fins als Urals, és un cinturó d'arbres de fulla caduca i coníferes: roures, arç, oms barrejats amb pins i avets.
Les regions àrtiques de l'Europa septentrional i els vessants superiors de les seves muntanyes més altes es caracteritzen per una vegetació de tundra, constituïda fonamentalment per líquens, arbusts i flors salvatges.
Les temperatures de l'interior de l'Europa septentrional, més suaus però encara fredes, creen un ambient favorable per al desenvolupament de coníferes com el pi, encara que també hi ha bedolls i àlbers.
La major part de la gran plana europea està coberta de prats.
Ucraïna es caracteritza per l'estepa, una regió plana i seca amb herbes curtes.
Les terres que estan prop del Mediterrani destaquen pels fruits d'alguns dels seus arbres i arbusts, especialment les olives, els cítrics, les figues i el raïm.

## Tundra

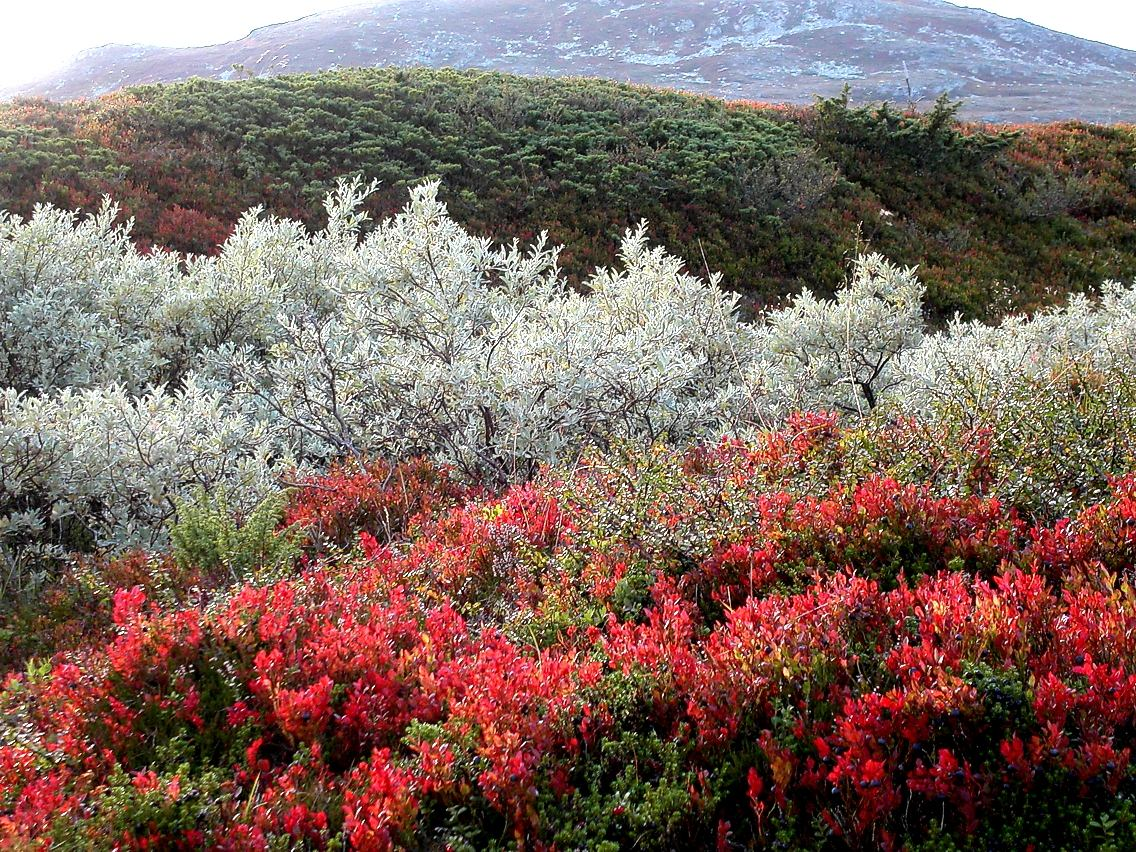
Tundra arbustiva al nord de Noruega.

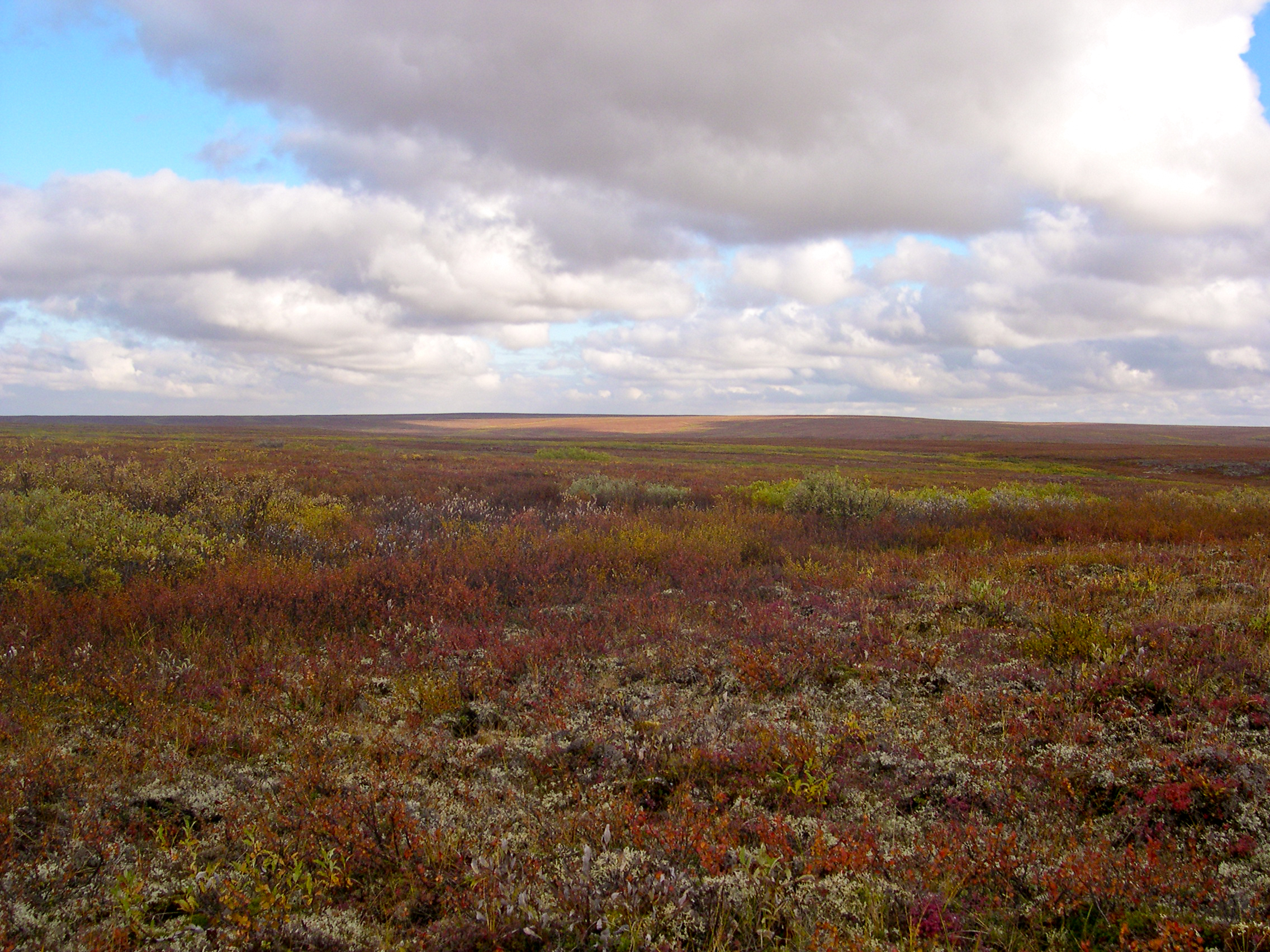
Tundra a Vorkuta, al nord de Rússia.

La tundra és un bioma terrestre caracteritzat per les baixes temperatures que només permeten el creixement d'una vegetació herbàcia o arbustiva.
La tundra convencionalment és la zona de vegetació al nord del límit dels creixements dels arbres i al sud del Desert polar. Per definició els seus límits coincideixen amb la isoterma de juliol de 2 °C al nord i de 12 °C al sud. La tundra cobreix 7.340.000 km² i representa un 10% de la superfície terrestre.
La paraula tundra deriva de la paraula finesa tunturia (planura sense arbres) amb la que ells designen el turons sense arbres per causa del descens de la temperatura amb l'altitud.
Es reserva el nom de tundra per les latituds circumpolars de l'hemisferi nord mentre que una vegetació semblant, també sense arbres, establerta a l'alta muntanya de clima temperat, rep el nom de prat alpí.
A l'hemisferi sud no hi ha una formació equivalent a la tundra, sinó un paisatge diferent anomenat tundra magallànica.
La importància de la tundra és gran respecte al seu paper de reservori de carboni en al cicle d'aquest element. Els sòls de la tundra contenen entre el 12 i el 33% del carboni del món tant en la capa activa (que es desglaça cada any) com en el permagel.
Amb el canvi climàtic i l'escalfament global es preveu que el bioma de la tundra sigui el més afectat entre els biomes del món, ja que les temperatures de l'estiu augmentarien de 2 a 5 °C fonent-se tot o part del permagel.
La tundra té una feble biomassa i menys biodiversitat que altres biomes. A tot el món hi ha unes 250.000 plantes vasculars. Al sud de la tundra hi ha només 500 espècies que encara disminueixen més com més cap al nord i a les illes.

## Prat alpí

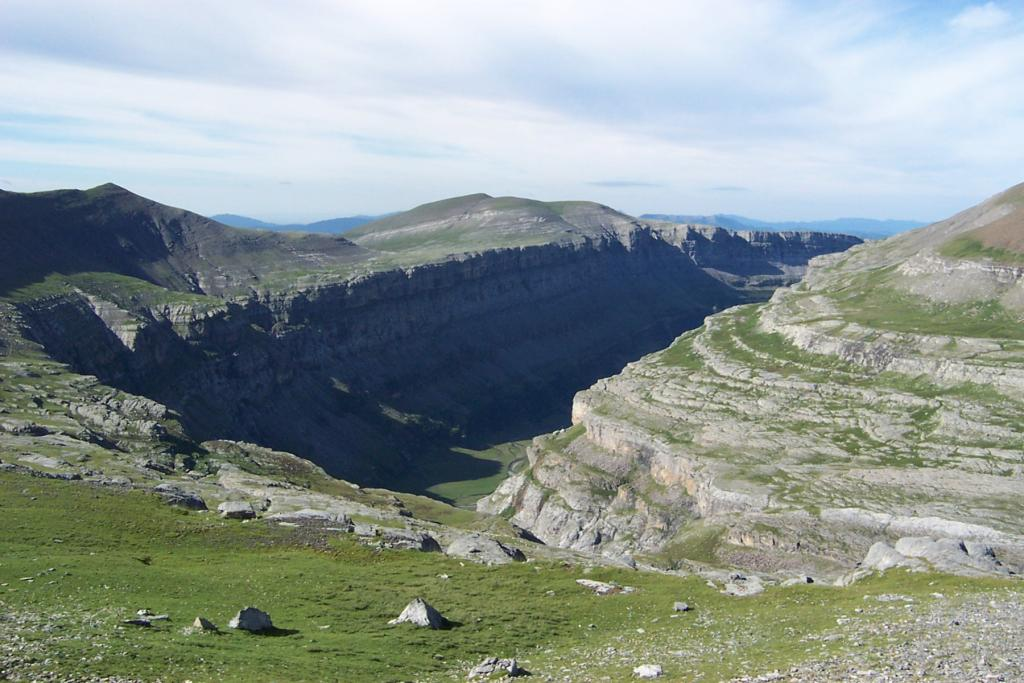
Prat alpí al Parc Nacional d'Ordesa i Mont Perdut, Aragó (Pirineus).

El prat alpí és el tipus de vegetació que es desenvolupa en l'estatge alpí (o subalpí).
Als Pirineus l'estatge alpí amb la corresponent vegetació de prat alpí es troba entre els 2.300 i 3.400 metres d'altitud. Dins de la vegetació dels Països Catalans només hi ha vegetació de prat alpí a Catalunya, Andorra i la part nord de la Franja de Ponent.
La flora característica és la flora alpina i la part no arbòria de la subalpina.
Hi ha semblances i diferències amb la vegetació del bioma de la tundra àrtica, una diferència notable és que a l'alta muntanya no hi ha permagel, el sòl permanentment gelat que domina la tundra, l'altra diferència important és l'existència de pendents, solanes i obagues a la muntanya que creen un topoclima especial. A l'alta muntanya no hi ha els mesos de foscor absoluta ni els de llum continuada de la tundra.
Com a similituds destaquen l'absència d'arbres i el domini de vegetació baixa i herbàcia que algunes espècies es troben en els dos biomes com per exemple el bedoll nan. En els dos biomes hi ha l'acció del gel i el desgel (criopertorbació) també en els dos casos el sòl és prim i en la muntanya sovint és rocallós.
La cobertura de la vegetació del prat alpí acostuma a ser contínua i sovint és aprofitada pels animals silvestres i els ramats dels humans encara que la pressió de la ramaderia ha disminuït al llarg dels darrers anys per resultar antieconòmic el transport dels animals (transhumància o transtermitància). Els prats alpins de les parts més baixes, de fet ja en l'estatge subalpí si s'abandona el pasturatge són envaïts per progressivament per arbusts i finalment s'hi farien els arbres. En la política agrària comuna de la Unió Europea com que molts d'aquests prats són dels ajuntaments es lloguen aquestes superfícies, a ramaders de la plana per a justificar documentalment el consum farratger.

## Boscos temperats
Bosc temperat és un bosc de la zona de clima temperat. Aquests boscos es corresponen amb les concentracions forestals formats a l'hemisferi nord i sud, o en regions temperades. Les característiques principals inclouen: Fulles amples, arbres grans i alts i sense vegetació estacional. Els boscos temperats poden estar més distingit dels patrons del clima i les característiques geogràfiques que afavoreixen el predomini de certes classes d'arbres. En boscos temperats de coníferes, predominen coníferes sempre verdes, mentre que en els boscos temperats de frondoses, existeix una distribució més equitativa entre els arbres de fulla perenne i de fulla caduca. Els boscos temperats caducifolis, un subgrup dels boscos temperats de frondoses, estan formats per arbres que perden les fulles cada any. Finalment, els boscos temperats humits solen tenir fortes pluges i humitat densa.
A la regió temperada, els hiverns són suaus i les pluges són moderades. Els boscos contenen arbres, matolls i arbust. La majoria d'arbres són caducifolis, que perden les seves fulles durant la tardor. En algunes àrees, els arbres de fulla caduca són reemplaçats per coníferes. Els arbres principals que proliferen en aquests boscos són els roures, els freixes, els aurons, els bedolls, faigs, pollancres, oms i els pins. En moltes àrees, els boscos han estat talats per donar pas al cultiu. Arbres de fusta dura de fulla perenne que són àmpliament espaiats i es troben a la regió mediterrània són l'alzina surera, l'olivera, el roure i el pi pinyoner.

## Boscos caducifolis temperats
Boscos temperats de frondoses mixtos o simplement boscos caducifolis temperats és un bioma de zones temperades i humides. L'estructura típica d'aquest bosc inclou quatre capes. La capa superior és la capçada amb arbres madurs alts de 33 a 66 metres d'alçada. Sota aquesta capa n'hi ha tres que són tolerants a l'ombra de 9 a 15 metres més bixes que la coa de la capçada. La part superior d'aquesta capa la componen arbres madurs més baixos que esperen que la capa de la capçada s'obri per poder créixer més. Sota la capa segona hi ha la capa formada per arbusts de creixement lent. Típicament la capa més pròxima al sòl està ocupada per herbàcies i és on hi ha més biodiversitat d'espècies.
Els arbres de fulla ampla dominants en aquest bioma inclouen els roures (Quercus spp.), faigss (Fagus spp.), aurons (Acer spp.), i bedolls (Betula spp.). El terme "boscos mixtos" prové de la inclusió d'arbres coníferes en aquests boscos. Típicament les coníferes inclou: Pins (Pinus spp.), avets (Abies spp.), i pícees (Picea spp.). En algunes zones d'aquest bioma les coníferes dominen en les boscos per sobre dels caducifolis.
Els boscos temperats de frondoses mixtos ocorren en zones amb estació càlida i fresca diferenciada, que donen temperatures anuals moderades (de 3 a 15.6 °C). Aquest boscos es presenten en climes relativament calents i plujosos, de vegades amb una estació seca que a l'est d'Àsia es presenta a l'hivern i a la part humida de la conca del Mediterrani a l'estiu.Altres zones tenen una distribució de la pluja més uniforme; la pluja anual és típicament de 600 litres i sovint de 1500 litres. Les temperatures són típicament moderades excepte en parts d'Àsia com Ussurilàndia on els hiverns poden ser molt freds.

## Vegetació mediterrània

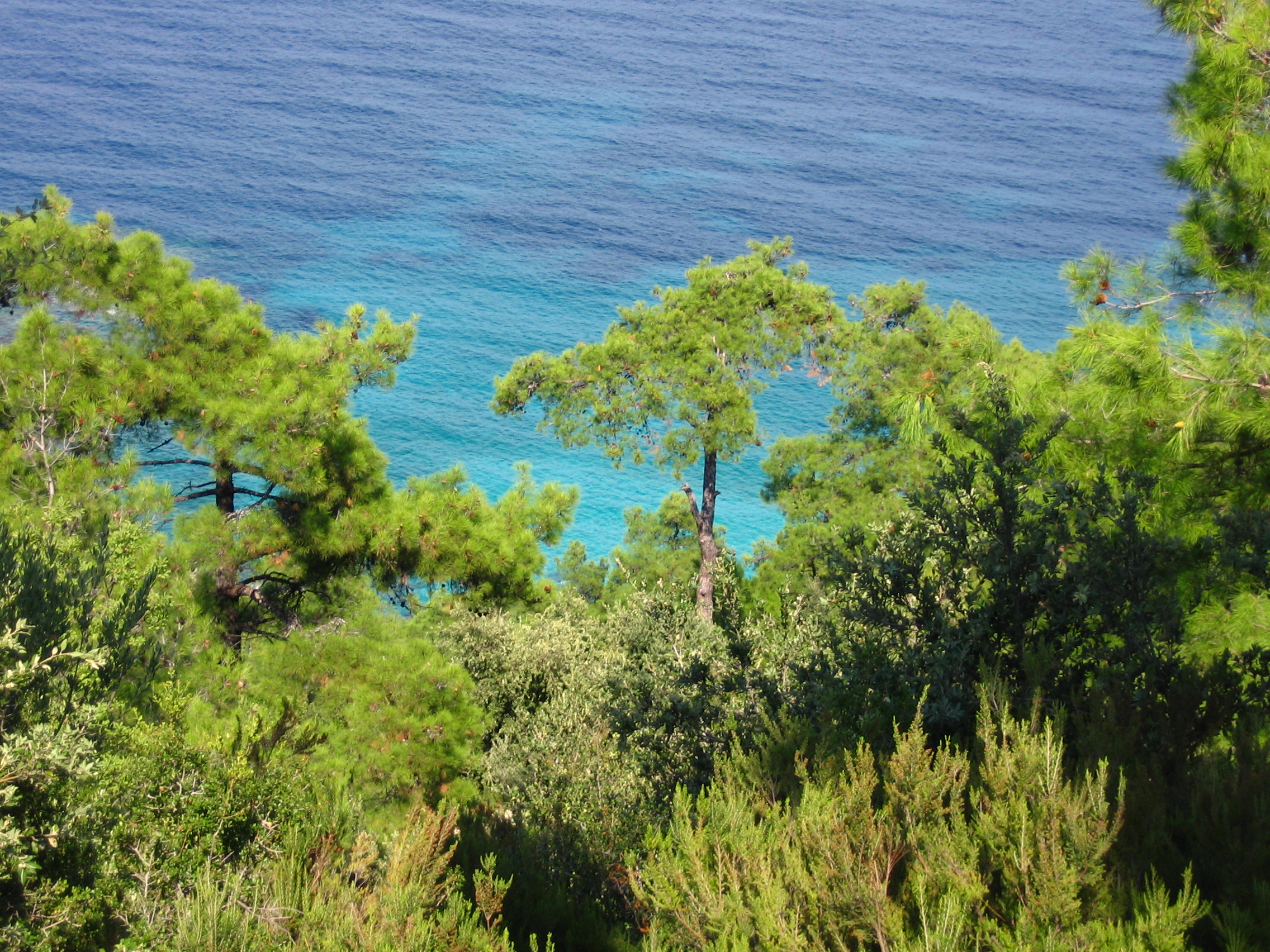
Pinus pinaster, a l'illa de Tasos, Grècia. És una espècie present a tot el Mediterrani.

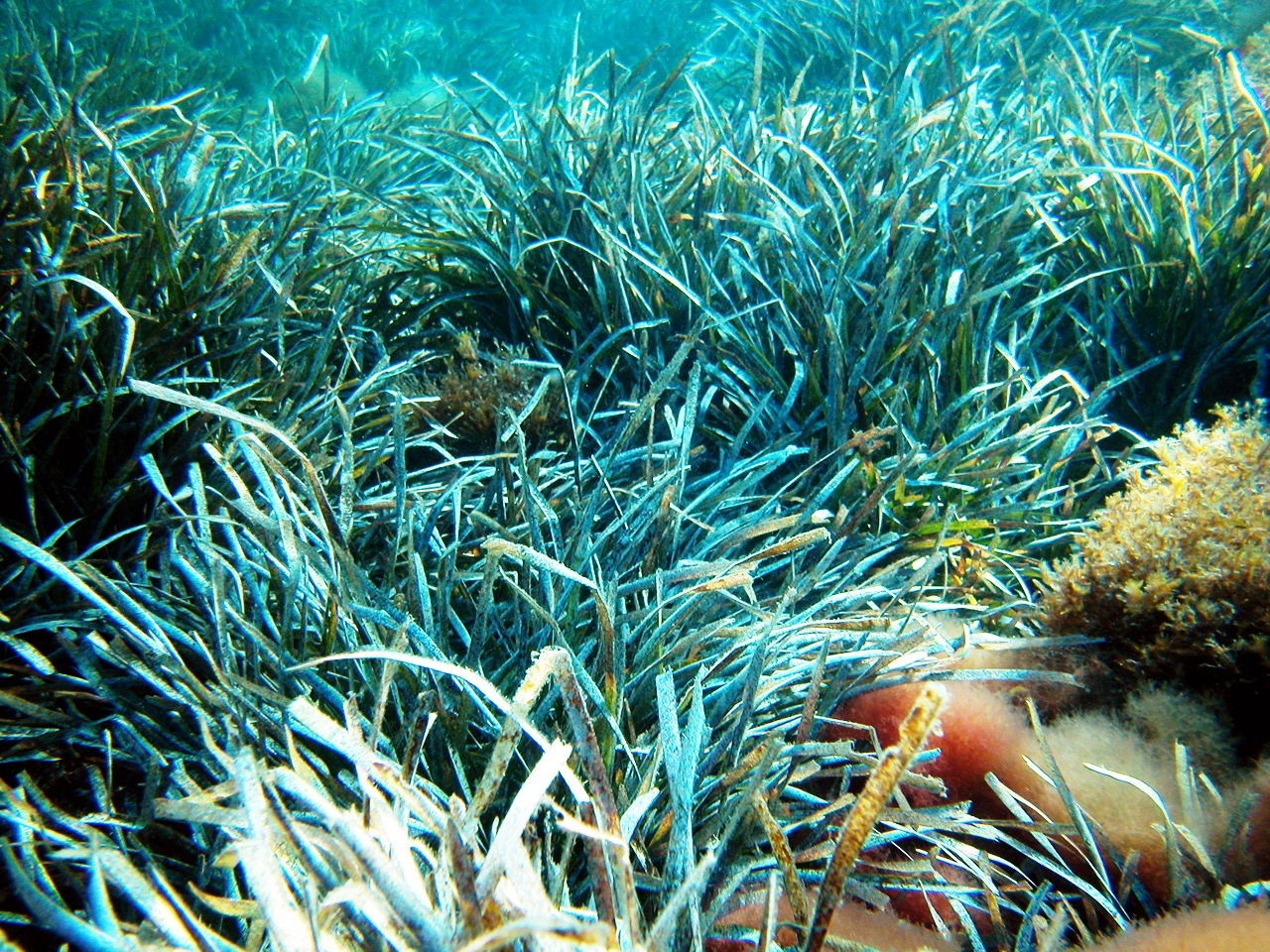
Alga dels vidriers.

La regió mediterrània té característicament un dosser arbori boscós esclerofil·le sempre verd, el bosc mediterrani, amb espècies del gènere Quercus del subgènere Sclerophyllodrys, especialment Q. ilex, l'alzina, tot i que també té molta representació la carrasca, Q. rotundifolia. En altres casos apareixen l'alzina surera, Q. suber, depenent de major homogeneïtat en el règim pluvial, i, en el mediterrani oriental, els vicariants Q. trojana i Q. macrolepis. Pel que fa a la vegetació arbustiva, hi abunda el garric (Q. coccifera). Dins d'aquest context ecològic de bosc de carrasca i alzina, apareix una rica flora arbustiva d'arboç (Arbutus unedo), Viburnum tinus, Laurus nobilis, Pistacia lentiscus, Rhamnus alaternus, etc. Com lianes, Rubia peregrina, Lonicera sp. pl, Smilax aspera i d'altres, depenent de la humitat de l'ecosistema. En les àrees del sud-est peninsular apareixen espècies més properes a la vegetació nord-africana, com Ziziphyus lotus, Periploca angustifolia o Maitenus senegalensis. Quan el clima és més mesofític i l'aridesa de l'estiu és menor, sorgeixen estructures boscoses amb predomini de rouredes, formats per arbres marcescents del gènere Quercus com Q. pyrenaica o Q. faginea.
Els pins mediterranis, generalment associats a les espècies Pinus halepensis i P. brutia, també comprenen a P. pinaster, en substrats pobres en bases, i P. pinea, en sorrencs. En el pis supramediterrani apareix P. nigra, sobre substrats rics en bases, i en l'oromediterrani, P. sylvestris. El gènere Juniperus, de ginebres i savinars, té també una bona representació, amb J. oxycedrus com a espècie més comuna, si bé també són freqüents J. macrocarpa, J. phoenicea i altres.

## Boscos de ribera

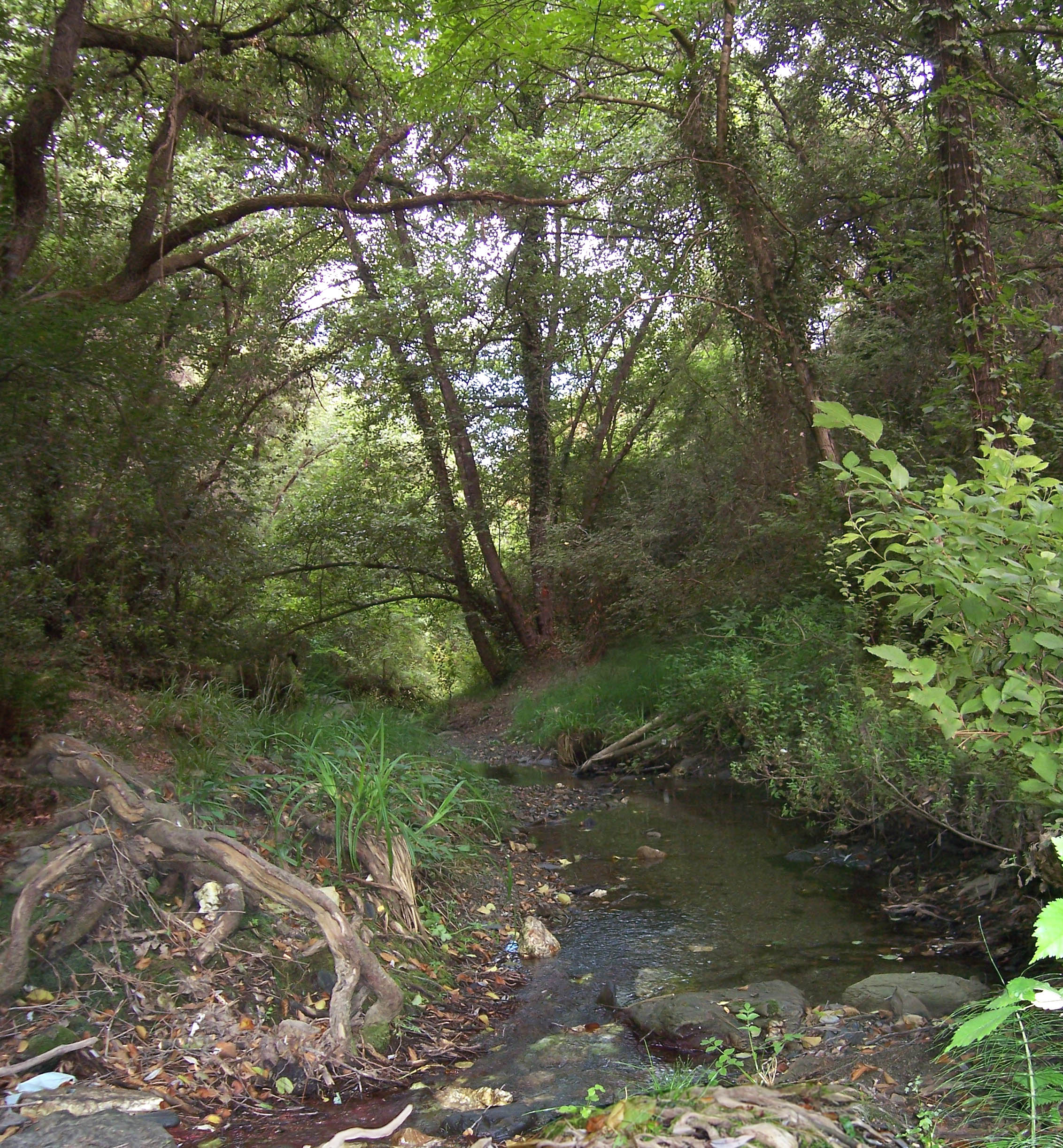
Bosc de ribera a Collserola, la Rierada.

Els boscos de ribera o galeria són boscos caducifolis que creixen a banda i banda dels cursos fluvials, (és a dir, formant galeries sobre sòls que, a partir d'una certa profunditat, acostumen a estar amarats d'aigua provinent del riu o torrent veí (mantell freàtic).
A l'àrea mediterrània i submediterrània, són els més productius perquè rarament els falta l'aigua, el principal factor limitador del creixement de la vegetació en aquestes àrees. Si a aquest fet hi afegim la riquesa en nutrients minerals que acostuma a caracteritzar els sòls formats a partir de sediments portats per les aigües fluvials (al·luvions), no és estrany que les alberedes, els boscos que corresponen a la major part de les ribes amb sòls profunds dels rius i rieres del Bages, puguin superar fàcilment els 20 metres d'alçària. La vegetació dels boscos de ribera està adaptada a les inundacions periòdiques que eventualment poden tombar o arrancar arbres i arbustos.
A continuació, s'indiquen algunes de les espècies més habituals en els boscos de ribera dels Països Catalans:
- Àlber (Populus alba)
- Freixe (Fraxinus excelsior i Fraxinus angustifolia)
- Gatell (Salix cinerea)
- Om (Ulmus minor)
- Pollancre (Populus nigra) i els seus híbrids
- Salze blanc (Salix alba)
- Sarga (Salix eleagnos)
- Tamariu (Tamarix sp.)
- Vern (Alnus glutinosa)

Aquests boscs solen anar acompanyats de diversa vegetació de ribera, que en zones baixes o de mitja muntanya a les nostres contrades pot incloure plantes com ara baladres, murtra, aloc, diverses herbes, falgueres, etc., a més de plantes aquàtiques, joncs, canyes, etc.

## Vegetació d'estepa

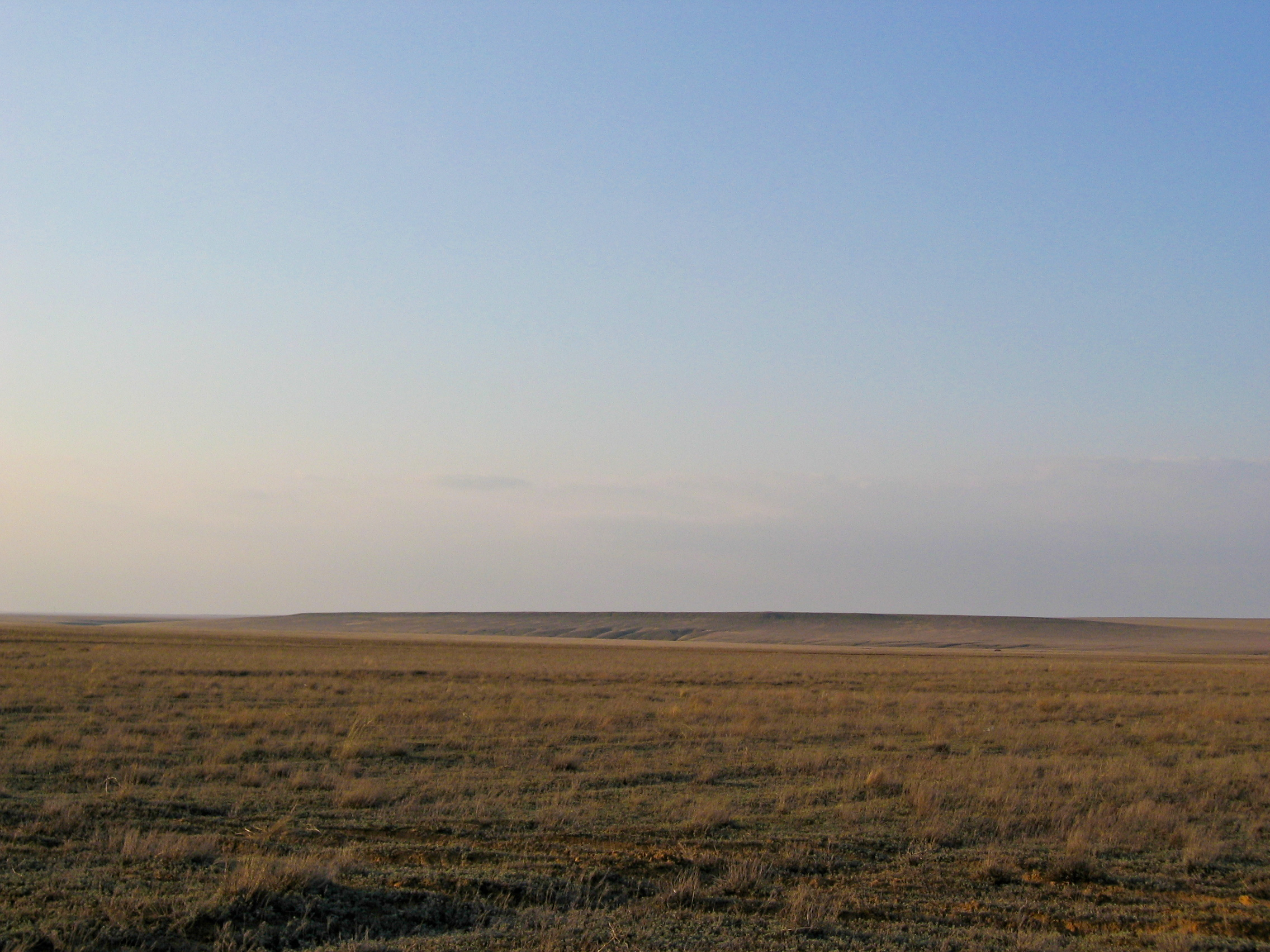
Estepa

L'estepa és un bioma que comprèn un territori pla i extens, de vegetació herbàcia, propi de climes extrems i escasses precipitacions. També l'hi associa a un desert fred per a establir una diferència amb els deserts tòrrids.
Aquestes regions es troben lluny del mar, amb clima àrid continental, una gran variació tèrmica entre estiu i hivern i precipitacions que no arriben als 500 mm anuals. Predominen les herbes baixes i matolls. El sòl conté molts minerals i poca matèria orgànica; també hi ha zones de l'estepa amb un alt contingut en òxid de ferro, el que li atorga una tonalitat vermellosa a la terra.